# Divisione Nazionale 1935 (pallacanestro maschile)
La Divisione Nazionale FIP 1935 è stata la quindicesima edizione del massimo campionato italiano di pallacanestro maschile.
Viene confermato il sistema a 2 gironi, ma ampliato per un totale di 12 squadre, contro le 10 della stagione precedente. Oltre alla Virtus Bologna vincitrice sul campo dello scorso campionato di Prima Divisione, vengono promosse anche: G.U.F. Bologna, G.U.F. Torino, G.U.F. Genova.
Il campionato comincia il 27 gennaio 1935.
Si comincia a parlare di campionato a girone unico, soluzione che verrà istituita solo dalla stagione 1937-38.
Si iscrissero 12 squadre, che furono divise in 2 gironi da 6 squadre ciascuno. Le prime 2 classificate di ogni girone si giocano il titolo di Campione d'Italia.
Sia nella fase eliminatoria che nella fase finale i gironi sono all'italiana, con partite di andata e ritorno.
Dopo aver dominato i rispettivi gironi, Ginnastica Roma e Ginnastica Triestina si giocano il titolo nel girone finale con la neo-promossa Virtus Bologna, all'esordio nel massimo campionato, e al G.U.F. Bologna. La spunta la squadra capitolina, aggiudicandosi così il 4º ed ultimo scudetto della sua storia.

## Prima fase

### Girone A

#### Classifica
|  |    | Classifica Girone A       | Pt | G  | V | N | P  | PF  | PS  |
|  | -- | ------------------------- | -- | -- | - | - | -- | --- | --- |
|  | 1. | Soc. Ginnastica Roma      | 18 | 10 | 9 | 0 | 1  | 342 | 182 |
|  | 2. | Virtus Bologna            | 16 | 10 | 8 | 0 | 2  | 257 | 189 |
|  | 3. | Borletti Milano           | 14 | 10 | 7 | 0 | 3  | 285 | 211 |
|  | 4. | S.S. Pallacanestro Napoli | 8  | 10 | 4 | 0 | 6  | 183 | 217 |
|  | 5. | G.U.F. Torino             | 4  | 10 | 2 | 0 | 8  | 153 | 263 |
|  | 6. | G.U.F. Genova             | 0  | 10 | 0 | 0 | 10 | 140 | 298 |

#### Calendario
| Prima giornata |                 |             |
| 27 gen. 1935   |                 | 3 mar. 1935 |
| 13-25          | Guf Ge-Napoli   | 5-23        |
| 41-6           | Roma-Guf To     | 37-27       |
| 26-22          | Borletti-Virtus | 21-22       |

| Quarta giornata |                |              |
| 17 feb. 1935    |                | 24 mar. 1935 |
| 19-22           | Napoli-Virtus  | 17-29        |
| 16-49           | Guf Ge-Roma    | 15-26        |
| 10-19           | GufTo-Borletti | 13-37        |

| Seconda giornata |              |              |
| 3 feb. 1935      |              | 10 mar. 1935 |
| 32-33            | Borletti-Rm  | 19-34        |
| 38-7             | Virtus-GufGe | 25-9         |
| 12-13            | GufTo-Napoli | 11-32        |

| Quinta giornata |                |              |
| 24 feb. 1935    |                | 31 mar. 1935 |
| 36-13           | Roma-Napoli    | 37-11        |
| 25-19           | Virtus-GufTo   | 31-22        |
| 48-27           | Borletti-GufGe | 31-20        |

| Terza giornata |             |              |
| 10 feb. 1935   |             | 17 mar. 1935 |
| 29-17          | Roma-Virtus | 20-26        |
| 8-21           | Na-Borletti | 22-31        |
| 9-12           | GufGe-GufTo | 19-21        |

#### Risultati
| Risultati girone A   | MI    | RM    | GE    | TO    | NA    | BO    |
| -------------------- | ----- | ----- | ----- | ----- | ----- | ----- |
| Borletti Milano      |       | 32-33 | 48-27 | 37-13 | 31-22 | 26-22 |
| Ginnastica Roma      | 34-19 |       | 26-15 | 41-6  | 36-13 | 29-17 |
| G.U.F. Genova        | 20-31 | 16-49 |       | 9-12  | 13-25 | 9-25  |
| G.U.F. Torino        | 10-19 | 27-37 | 21-19 |       | 12-13 | 22-31 |
| Pallacanestro Napoli | 8-21  | 11-37 | 23-5  | 32-11 |       | 19-22 |
| Virtus Bologna       | 22-21 | 26-20 | 38-7  | 25-19 | 29-17 |       |

### Girone B

#### Classifica
|  |    | Classifica Girone B                | Pt | G  | V | N | P | PF  | PS  |
|  | -- | ---------------------------------- | -- | -- | - | - | - | --- | --- |
|  | 1. | S.G. Triestina                     | 18 | 10 | 9 | 0 | 1 | 300 | 176 |
|  | 2. | G.U.F. Bologna                     | 10 | 10 | 5 | 0 | 5 | 250 | 267 |
|  | 3. | OSA Milano                         | 10 | 10 | 5 | 0 | 5 | 225 | 209 |
|  | 4. | Reale Società Ginnastica di Torino | 8  | 10 | 4 | 0 | 6 | 233 | 257 |
|  | 5. | La Filotecnica Milano              | 8  | 10 | 4 | 0 | 6 | 207 | 245 |
|  | 6. | G.U.F. Padova                      | 6  | 10 | 3 | 0 | 7 | 185 | 246 |

#### Calendario
| Prima giornata |                  |             |
| 27 gen. 1935   |                  | 3 mar. 1935 |
| 26-14          | Filotec-Guf Pd   | 12-18       |
| 16-26          | Torino-Triestina | 15-35       |
| 16-21          | GufBo-O.S.A.     | 38-20       |

| Quarta giornata |                 |              |
| 17 feb. 1935    |                 | 24 mar. 1935 |
| 28-14           | Triestina-Filot | 29-27        |
| 33-12           | O.S.A.-GufPd    | 18-22        |
| 21-20           | GufBo-Torino    | 34-39        |

| Seconda giornata |                |              |
| 3 feb. 1935      |                | 10 mar. 1935 |
| 21-30            | GufPd-GufBo    | 19-23        |
| 24-21            | Triestina-OSA  | 19-21        |
| 26-21            | Filotec-Torino | 18-36        |

| Quinta giornata |                 |              |
| 24 feb. 1935    |                 | 31 mar. 1935 |
| 25-24           | Torino-OSA      | 19-25        |
| 30-24           | Filotec-GufBo   | 20-33        |
| 22-31           | GufPd-Triestina | 9-31         |

| Terza giornata |                 |              |
| 10 feb. 1935   |                 | 17 mar. 1935 |
| 19-31          | GufBo-Triestina | 12-46        |
| 25-24          | Torino-Guf Pd   | 17-24        |
| 17-18          | OSA-Filotecnica | 25-16        |

#### Risultati
| Risultati girone B                 | MIf   | TO    | TS    | BO    | PD    | MIo   |
| ---------------------------------- | ----- | ----- | ----- | ----- | ----- | ----- |
| La Filotecnica Milano              |       | 26-21 | 27-29 | 30-24 | 26-14 | 16-25 |
| Reale Società Ginnastica di Torino | 36-18 |       | 16-26 | 39-34 | 25-24 | 25-24 |
| S.G. Triestina                     | 28-14 | 35-15 |       | 46-12 | 31-9  | 24-21 |
| G.U.F. Bologna                     | 33-20 | 21-20 | 19-31 |       | 23-19 | 16-21 |
| G.U.F. Padova                      | 18-12 | 24-17 | 22-31 | 21-30 |       | 22-18 |
| O.S.A. Milano                      | 17-18 | 25-19 | 21-19 | 20-38 | 33-12 |       |

|}

## Fase Finale

### Calendario
| Prima giornata |                 |              |
| 7 apr. 1935    |                 | 19 mag. 1935 |
| 29-17          | Roma-Virtus     | 24-23        |
| 9-44           | GufBo-Triestina | 9-32         |

| Seconda giornata |                  |             |
| 14 apr. 1935     |                  | 2 giu. 1935 |
| 24-28            | Guf Bo-Roma      | 12-38       |
| 23-15            | Triestina-Virtus | 22-21       |

| Terza giornata |                |             |
| 12 mag. 1935   |                | 9 giu. 1935 |
| 19-14          | Virtus-GufBo   | 27-23       |
| rinv           | Roma-Triestina | 26-23       |

Recupero:

26 maggio 1935 Roma-Triestina 13-12

### Risultati
| Risultati girone finale | RM    | TS    | gBO   | vBO   |
| ----------------------- | ----- | ----- | ----- | ----- |
| Ginnastica Roma         |       | 13-12 | 38-12 | 29-17 |
| S.G. Triestina          | 23-26 |       | 32-9  | 23-15 |
| G.U.F. Bologna          | 24-28 | 9-44  |       | 23-27 |
| Virtus Bologna          | 23-24 | 21-22 | 19-14 |       |

### Classifica
|  |    | Classifica Girone Finale | Pt | G | V | N | P | PF  | PS  |
|  | -- | ------------------------ | -- | - | - | - | - | --- | --- |
|  | 1. | Ginnastica Roma          | 12 | 6 | 6 | 0 | 0 | 158 | 111 |
|  | 2. | S.G. Triestina           | 8  | 6 | 4 | 0 | 2 | 156 | 93  |
|  | 3. | Virtus Bologna           | 4  | 6 | 2 | 0 | 4 | 122 | 135 |
|  | 4. | G.U.F. Bologna           | 0  | 6 | 0 | 0 | 6 | 91  | 188 |

## Verdetti
- Campione d'Italia:  Ginnastica Roma

Formazione: Alberto Cecchini, Marino Falsetti, Livio Franceschini, Marcello Mancini, Adolfo Mazzini, Mino Pasquini, Remo Piana. Allenatore: Angelo Bovi.
- Nel campionato successivo non si iscrissero OSA Milano e GUF Genova, rimpiazzati da GUF Pavia e GUF Pisa.